# Histoire de l'émigration allemande en Amérique
L'histoire de l'émigration allemande en Amérique s'étale sur plusieurs siècles, en connaissant un temps fort au XIXe siècle. Les États-Unis formèrent la principale destination des Allemands même si un nombre important choisirent également l'Amérique du Sud. Aujourd’hui, aux États-Unis, 42,8 millions (soit 15,2 %) d’Américains se déclarent d’origine allemande, formant le groupe « ethnique » le plus nombreux. Les descendants d’Allemands vivent principalement dans les États du nord du Midwest comme le Dakota du Nord, qui a pour capitale Bismarck, où ils représentent 44,4 % de la population, le Wisconsin (42,7 %) et le Dakota du Sud (41,3 %).

## Les mineurs allemands au Venezuela, à la recherche de l'Eldorado
La famille Welser, des marchands et banquiers souabes de Charles V, reçut en 1528 le droit de coloniser le Venezuela, comme gage d'un gros emprunt. L'empire espagnol avait subi en 1519 des échecs face aux Amérindiens dans la région.
Cette concession ne différait pas des chartes accordées par les souverains espagnols à Christophe Colomb. Mêmes droits, mêmes privilèges, mêmes pouvoirs d'administration. Une clause fixait l'obligation d'introduire 50 maîtres mineurs pour l'exploitation des mines de la colonie ; clause qui fut mal observée, ces contremaîtres étant presque tous repartis dès 1535. Seuls les dirigeants et quelques officiers du corps expéditionnaire étaient allemands.
Le 24 février 1529, Ambrosius Ehinger et Jérôme Sayler arrivent à Coro sur trois navires en provenance de Cadix, avec 700 fantassins et 80 cavaliers de nationalités diverses. Les conflits entre Allemands et Espagnols, sur fond d'expéditions à la recherche de l'Eldorado aboutissent à l'assassinat de Philipp von Hutten et de Bartholomé Welser en 1546 à El Tocuyo par les espagnols Juan de Carvajal et Pedro de Limpias.
Le bilan économique se réduisit à la découverte d'huîtres perlières et à la fondation de Maracaibo. Dès 1546, les Allemands quittèrent le Venezuela. Le 30 avril 1556, les Welser étaient déclarés déchus de leur concession par une décision du Conseil des Indes, siégeant à Madrid.

## Les quakers et mennonites en Pennsylvanie
L’initiateur d'une émigration allemande durable en Amérique fut William Penn, fondateur en 1681 de la Pennsylvanie et de sa capitale Philadelphie. En 1677, il visita les quakers ayant plusieurs communautés en Hollande et en Allemagne et se lia avec des quakers allemands et avec les chefs des Mennonites de Crefeld et de Francfort. Il leur concéda en 1680 des terres à perpétuité, au prix de 100 livres les 5 000 acres et moyennant un loyer annuel dérisoire : 1 penny par acre.
Les Mennonites de Francfort constituèrent une compagnie, la Frankfurter Gesellschaft, qui acquit 25 000 acres de terres, et la communauté de Crefeld en acheta 18 000. Le 20 août 1683, Francis Daniel Pastorius débarquait à Philadelphie avec 20 familles de Francfort, puis arrivaient le 16 octobre 13 familles de Crefeld, sur des navires anglais. Dès 1683, la ville de Germantown (Philadelphie) est fondée et se distingue par la Protestation de Germantown contre l’esclavage, qui se développe alors dans les colonies du Sud des États-Unis.
Ils furent suivis par des adhérents de sectes variées : 100 Labadistes, qui s'installèrent sur les bords de la rivière Bohemia dans le Maryland en 1684, 40 Rose-Croix théosophes dans la vallée du Wissahicka, près de Philadelphie en 1694 et les sectateurs du pasteur Bronnquelle de Lachgen en Wurtemberg, venus de Rotterdam.

## Première tentative d'union des colonies, dirigée par un Allemand de New York, en 1690
Les réfugiés allemands s’étaient aussi installés nombreux à New York, avec l’aide de Jacob Leisler, originaire de Francfort, arrivé en 1660 comme agent de la Compagnie néerlandaise des Indes occidentales. Devenu chef de la milice en 1684, il fut porté remplaçant du gouverneur régulier Nicholson, partisan de Jacques II, à la faveur d’une émeute populaire en 1689, lors de la Glorieuse Révolution britannique. Malgré un soulèvement armé du parti aristocratique, il conserva ce poste deux ans.
La Guerre de la Ligue d'Augsbourg ayant éclaté avec la France, le gouverneur du Canada fit une incursion à New York et saccagea Schenectady. Le 1er mai 1690, Leisler réunissait à New York les représentants des colonies anglaises. Une expédition à frais communs contre les Français fut décidée : trente navires avec 1 500 hommes partirent de Boston. Après avoir occupé Fort-Royal et les comptoirs de l'Acadie, ils furent repoussés à Québec le 1er octobre 1690. Cette première tentative d'union des colonies anglo-américaines s’acheva le 16 mai 1691 par la pendaison de Leisler, entré en conflit armé avec le nouveau gouverneur régulier envoyé d'Europe par Guillaume III.

## AuXVIIIesiècle, le tiers d'une Pennsylvanie en pleine croissance et l'arrivée au Québec
La Pennsylvanie fut la porte d'entrée des immigrants dans les colonies d'Amérique au XVIIIe siècle, dont une partie s'engageait ensuite le long de la « Great wagon road » pour aller fonder des villages, parfois clandestins, dans le piémont des Appalaches, sur la partie ouest du territoire de la Virginie puis de la Caroline du Nord.
Au cours du XVIIIe siècle, 200 000 Allemands émigrent aux États-Unis pour s’installer, dans la plupart des cas, dans les colonies de Pennsylvanie, où ils représentent bientôt un tiers de la population. Le premier recensement national, en 1790, atteste la présence de 270 000 allemands. Plus tard, leur présence sert de point rassurant pour les immigrants. Entre 1830 et 1840, on trouve en Pennsylvanie plus de 30 journaux (hebdomadaires) allemands très bon marché rédigés, comme les lettres, dans un style barbare. À Philadelphie, les Allemands sont 38 000 sur 200 000 habitants, et créent des associations, des écoles.
Au Canada, des groupes de mercenaires allemands sont loués par la Couronne britannique de 1775 à 1783 dans le but de combattre la Révolution américaine. Trente mille sont venus et environ 1 400 s'établissent au Québec à la fin des hostilités. Parmi eux, Jean-André Eschemback, de Levuda, diocèse de Wurtzbourg et le baron Edmond-Victor Von Koenig. En Nouvelle-Écosse, un nouveau peuplement part vers le sud-ouest d'Halifax, le 8 juin 1753 vers le port de Lunenburg, avec une flottille de bateaux transportant familles, bagages, matériaux de construction et provisions, où les allemands développent une industrie de construction navale.
Plus tard, en 1871, la nouvelle province du Manitoba ne compte que 12 000 habitants dont un peu plus de la moitié sont de langue française et elle voit arriver, entre 1874 et 1879, plus de 7 500 mennonites de l'Ontario qui partent coloniser le Manitoba, où ils créent leurs journaux, après en avoir fondé neuf pour la seule province de l'Ontario. On compte alors plus de 200 000 allemands au Canada. D'abord établis au Manitoba, les mennonites installèrent par la suite leurs colonies en Saskatchewan et en Alberta. À la veille de la Première Guerre mondiale, on comptait environ 35 000 Allemands au Manitoba et 100 000 en Saskatchewan.
La terrible famine de 1816 en Europe pousse de nombreux Allemands à émigrer vers les États-Unis dans les années suivantes.

## L'arrivée des juifs allemands après 1815
L’Allemagne impose des mesures discriminatoires contre les Juifs en Allemagne et en Bavière. Des manifestations antisémites se produisent en 1818 et 1819. En Prusse, dès 1822, ils ne peuvent plus prétendre à un emploi public et le nombre de mariages juifs est limité. Aussi, dès 1836, les Juifs émigrent-ils de Bavière vers les États-Unis. Ils sont souvent colporteurs, quincailliers ou artisans, particulièrement dans la confection, dans une économie américaine en plein développement. Des communautés juives seront fondées plus tard à Saint-Louis (1837), Chicago (1845), La Nouvelle-Orléans et San Francisco.

## Les immigrants de 1820 à 1850 sur fond de rivalités internes aux États-Unis
La proportion d’américains nés à l’étranger passe de 1,4 % en 1815 à 9,7 % en 1850, mais les premières statistiques complètes sur l’immigration datent de 1830. Ces chiffres n'incluent pas les esclaves noirs massivement revendus par des réfugiés français de Saint-Domingue en Amérique, lorsque l'histoire de la culture du coton s'accélère grâce à l'artère fluviale du Mississippi
Les immigrants allemands se concentrent tout d'abord dans trois États, Ohio, Indiana et Illinois qui entrent dans l'Union entre 1806 et 1815, permettant de conserver un équilibre, qui débouchera sur le compromis du Missouri, au moment de l'entrée de l'Alabama et du Mississippi, états esclavagistes du Sud. Leurs représentants votent ainsi avec ceux des états du Nord, contre le Sud, lors du scrutin du 22 avril 1828 sur les tarifs douaniers. La construction du Canal Érié en 1825 et la croissance de la production de textiles font de la Nouvelle-Angleterre et de la région des Grands Lacs une vaste zone agricole et industrielle, presque aussi grande que la Méditerranée.
Entre 1830 et 1840, cette immigration s'accélère. Les Allemands sont 152 000 à entrer aux États-Unis, contre 46 000 pour les Français. Dans les années 1840, ils sont 435 000, contre 267 000 Anglais et 77 000 Français, les Irlandais étant pour leur part 781 000, nombre exceptionnellement élevé en raison de la grande famine causée en 1845 par la maladie de la pomme de terre, le mildiou.
Les Allemands avancent alors un peu plus dans le Midwest. Beaucoup contribuent au développement industriel de la région des Grands Lacs ou deviennent fermiers dans le nord des grandes plaines, où ils cultivent le blé, de part et d'autre de la frontière canadienne, et le maïs un peu en dessous, apportant une forte contribution à l'histoire de la culture des céréales. La carte du réseau ferroviaire en 1860 montre un développement spectaculaire au sud-ouest des Grands Lacs, avec une forte capillarité au-dessous de Chicago, permettant le « stockage roulant » des grains sur les voies ferrées. Lors de l'élection présidentielle de 1856, ces nouveaux états industriels votent avec la Nouvelle-Angleterre pour le candidat républicain Fremont, contre le sud esclavagiste.
L’économiste Friedrich List, incarcéré pour avoir sévèrement critiqué l’administration du Wurtemberg, s’établit en Pennsylvanie, y découvre un filon de charbon qu’il exploite, écrit un ouvrage d’économie politique capital, polémique avec Adam Smith et crée un réseau de chemins de fer de première importance à travers cet État. En 1832, il revient à Leipzig, pour s’atteler à la même tâche : l’amélioration du système des transports. Les premiers émigrants des classes moyennes n’arrivent qu’après les agitations révolutionnaires de 1830 et beaucoup se fixent à Milwaukee.

## Les réfugiés après l'échec de la révolution de 1848

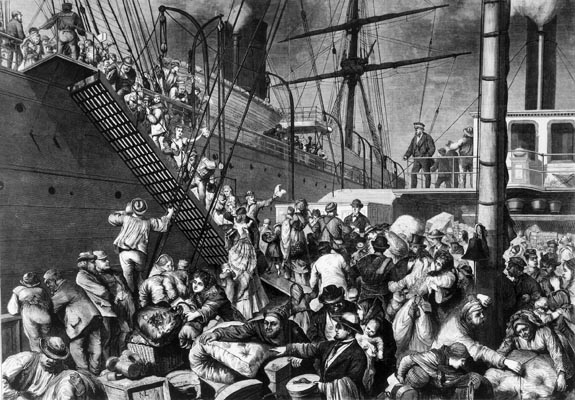
Embarquement d'émigrants pour l'Amérique à Hambourg.

Dans l’Autriche, le 13 mars, la Révolution autrichienne de 1848 se déclenche à Vienne contre le chancelier Metternich qui s'enfuit et l’empereur Ferdinand Ier d’Autriche, qui abdiquera en décembre. Le 18 mars 1848 aussi, des barricades s'élèvent dans Berlin et une assemblée libérale se constitue à Francfort. Cette assemblée offre la couronne de l'empire à Frédéric-Guillaume IV, qui la refuse car elle vient du peuple.
Au total, sur la décennie 1850-1860, 2,6 millions d'immigrants sont arrivés aux États-Unis, dont 700 000 Allemands, 650 000 Irlandais, 150 000 Anglais, 60 000 Français, 45 000 Scandinaves et 40 000 Suisses. La progression a atteint son maximum en 1854 et retombe ensuite. La guerre de Crimée a alors provoqué un regain de prospérité agricole, le monde étant privé du blé russe et ukrainien.
La correspondance des émigrés des années 1810-1820 frappait par le grand nombre d’expressions dialectales, de fautes de grammaire et d’orthographe : paysans et journaliers des régions pauvres de l’Eifel, du Sauerland, de la Rhénanie fuient la misère rurale. Les lettres décrivent un quotidien épuisant, mais la terre est bonne, les chances de réussite réelles pour celui qui n’a pas peur de travailler, on y parle du prix du blé et des denrées alimentaires, de la sécurité, de la tolérance bien plus grandes, de l’absence de privilèges. Après 1848, les bagages des exilés politiques (die Hochdeutschen) sont remplis de valeurs et d’idéaux européens : ils sont médecins, juristes, pasteurs, professeurs et en 1860, le nombre d’Allemands aux États-Unis s’élève à 5 millions.

## Le Wisconsin accueille les immigrants, avec ses fanfares et ses sociétés d'horticulture

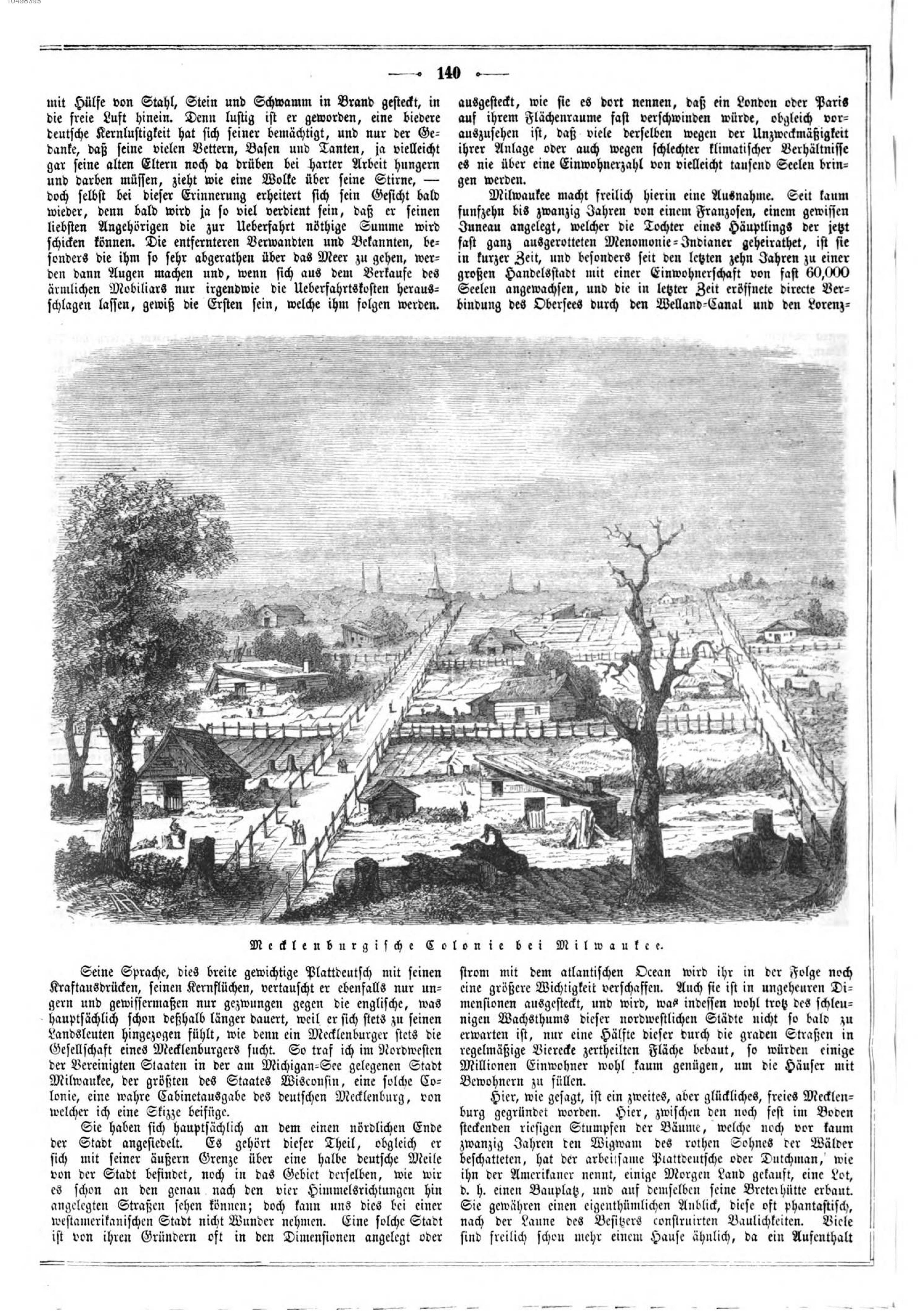
Village de colons mecklembourgeois à Milwaukee, Die Gartenlaube, 1861.

Le gouvernement du Wisconsin cherchant à encourager l’immigration allemande, il crée en 1852 une « Commission de l’immigration » pour vanter les charmes de l’État. Les Allemands qui s’installent à Milwaukee se retrouvent dans des associations musicales ou sportives, des associations prônant la liberté de pensée, des sociétés d’horticulture, des cercles culturels, des groupes politiques et des communautés religieuses. Depuis trente ans, chaque année en juillet, Milwaukee organise la « German Fest ».
Le parcours des Allemands de la Volga, qui émigrèrent aux États-Unis et au Canada après avoir vécu en Russie illustre le trajet de cette émigration allemande du milieu du XIXe siècle. Ils s'installèrent principalement dans les Grandes Plaines : dans l'est du Colorado, le Kansas, le Minnesota, l'est du Montana, le Nebraska, le Dakota du Nord et du Sud, l'ouest de l'Oklahoma, le nord et le centre du Texas, le Manitoba, l'Alberta et la Saskatchewan. Ils y réussirent souvent dans l'agriculture sur terrain sec, une compétence acquise en Russie.
En 1910, un américain sur quatre ayant des parents nés hors-Amérique est originaire d'Allemagne.

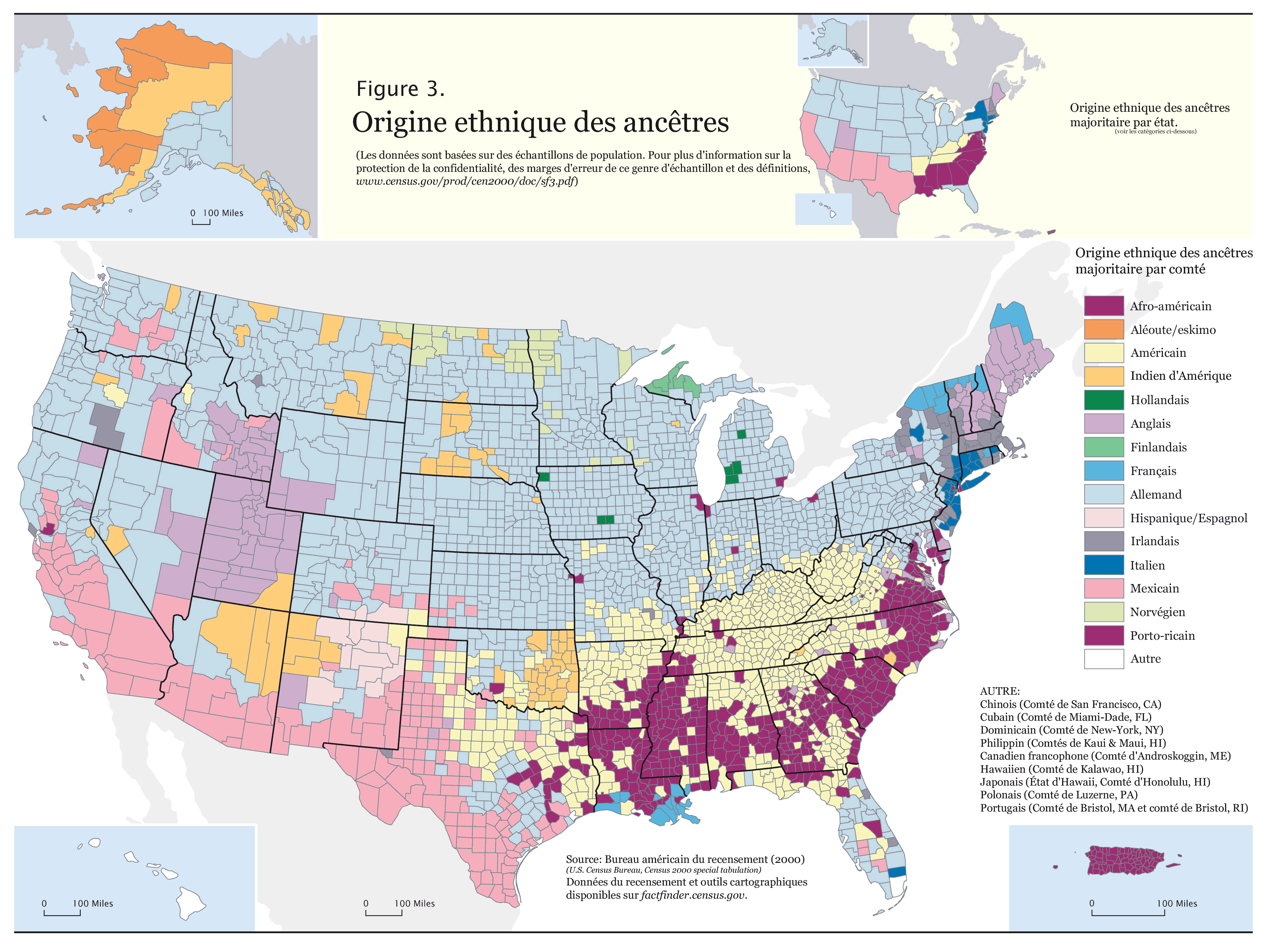
Carte des origines ethniques majoritaires aux États-Unis par comté en 2000, les populations d'origine allemande sont représentées en bleu clair.